# Cornelius Drebbel
Cornelius Jacobszoon Drebbel (1572 – 17 de noviembre de 1633) fue un ingeniero e inventor neerlandés. Fue el constructor del primer submarino operativo en 1620 y un innovador que contribuyó al desarrollo de los sistemas de medición y control, la óptica y la química.

## Su legado

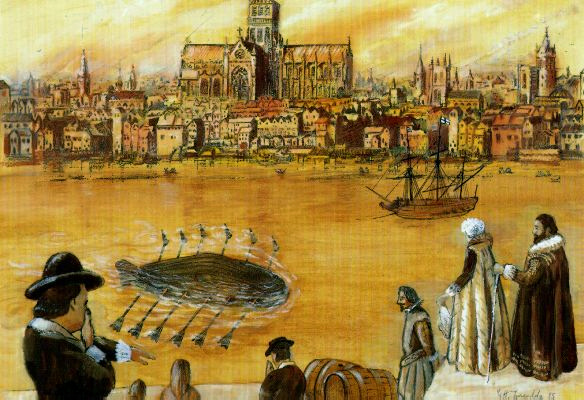
Primer submarino tripulado.

Drebbel cobró fama por su invención en 1619 de un microscopio con lentes convexas.
También construyó un submarino en 1620 mientras trabajaba para la marina inglesa. Basándose en los diseños de William Bourne de 1578, construyó un submarino dirigible con una estructura de madera recubierta de cuero. Entre 1620 y 1624 Drebbel mejoró el diseño y construyó dos nuevos submarinos, cada uno mayor que el anterior. El modelo final (el tercero) tenía 6 remos y podía transportar 16 pasajeros. Este es el modelo que se enseñó al por entonces rey de Inglaterra, Jaime I en una presentación a la que también asistieron miles de londinenses. Durante esta presentación, el submarino se mantuvo sumergido durante tres horas y se trasladó desde Westminster a Greenwich ida y vuelta, a una profundidad entre 12 y 15 pies (4-5 metros). El propio rey participó en la travesía junto con Drebbels, convirtiéndose en el primer monarca en viajar en submarino. Aunque el submarino se probó en distintas ocasiones con éxito, no logró el entusiasmo del almirantazgo y nunca fue utilizado como nave de guerra.
Drebbel también inventó una incubadora de pollos con un termostato de mercurio que permitía mantener la temperatura constante. Se trata del primer sistema con controlador del que se tiene constancia.
Intentó sin éxito aplicar el mismo principio para crear un sistema de aire acondicionado. También se le concede a Drebbel el mérito de la invención del primer termómetro.
Dentro del campo de las especulaciones, se cree que Drebbel fue capaz de desarrollar un proceso para la producción de oxígeno, probablemente a partir de nitratos. Drebbel conoció al alquimista Miguel Sendivogius, probablemente cuando ambos estuvieron en la corte de Rodolfo II, quien le explicaría cómo obtener oxígeno a partir de ciertos nitratos calentados. La fuente de esta especulación es Robert Boyle, quien en 1662 escribió que había charlado con un excelente matemático que había estado en el submarino de Drebbel y que le contó que este tenía un licor químico que sería capaz de reemplazar la quintaesencia del aire,acariciando la llama vital que reside en el corazón.
A pesar de sus invenciones, Drebbel pasó el final de su vida casi en la pobreza, regentando una cervecería en Inglaterra.

## Obras
El más famoso escrito de Drebbel es Een cort Tractat van de Naturae de Elementen (Leiden,1608).

## Eponimia
- El cráter lunar Drebbel lleva este nombre en su memoria.